# Robbin Crosby
Robbinson Lantz Crosby, noto come Robbin Crosby (La Jolla, 4 agosto 1959 – Los Angeles, 6 giugno 2002), è stato un chitarrista statunitense, membro dell'hair metal band Ratt.

## Biografia
Nato e cresciuto a La Jolla, in California, Robbin Crosby entrò a far parte dei Ratt nel 1981, insieme al virtuoso chitarrista Warren DeMartini, scrivendo molti dei più grandi successi della band, come Round and Round, Wanted Man, Lay It Down e Dance.
Durante gli anni ottanta suscitò l'interesse dei media per le sue frequentazioni sentimentali. Tra queste, Tawny Kitaen, top model in seguito legata anche a David Coverdale dei Whitesnake, che viene immortalata sulle copertine dell'EP Ratt (1983) e l'album Out of the Cellar (1984). In seguito fu sposato con la coniglietta di Playboy Laurie Carr dal 1987 al 1991. Lavorò anche come produttore per la band Lillian Axe.
Negli anni novanta ebbe problemi con la tossicodipendenza. Il suo contributo all'album Detonator (1990) fu decisamente più defilato rispetto al passato, e nel seguente tour, venne sostituito da Michael Schenker. In particolare, durante uno show dei Ratt al Sun Plaza di Tokyo, Giappone, Crosby sbagliò l'assolo di chitarra di Round and Round, andando fuori nota davanti a migliaia di persone. Questi problemi lo costrinsero ad abbandonare la band nel 1991.
Nel 1994 gli venne diagnosticata un'infezione da virus HIV, che diventerà poi AIDS. Morì il 6 giugno 2002 per complicazioni dovute alla malattia e overdose di eroina.

## Discografia

### Con i Ratt
- 1983 – Ratt EP
- 1984 – Out of the Cellar
- 1985 – Invasion of Your Privacy
- 1986 – Dancing Undercover
- 1988 – Reach for the Sky
- 1990 – Detonator

### Altri album
- 1990 – Jon Bon Jovi – Blaze of Glory
- 1993 – Rumbledog – Rumbledog